# إيما راموسوفيتش
إيما راموسوفيتش مواليد 28 نوفمبر 1996 في براني، صربيا والجبل الأسود، هي لاعبة كرة يد مونتينيغرية تلعب كمحور. مثلت منتخب الجبل الأسود لكرة اليد للسيدات. شاركت في دورة الألعاب الأولمبية الصيفية سنة 2016.

## سجل المنافسة
شاركت في البطولات التالية:
- الألعاب الأولمبية الصيفية 2016
- بطولة العالم لكرة اليد للسيدات 2015
- بطولة أوروبا لكرة اليد للسيدات 2014
- بطولة أوروبا لكرة اليد للسيدات 2016

## الإنجازات
- دوري الجبل الأسود لكرة اليد للسيدات:
  - الفوز: 2015
- دوري أبطال أوروبا لكرة اليد للسيدات:
  - الفوز: 2015

## روابط خارجية
- إيما راموسوفيتش على موقع الاتحاد الأوروبي لكرة اليد (الإنجليزية)
- إيما راموسوفيتش على موقع أوليمبيديا (الإنجليزية)